# Cảng Vũng Rô
Cảng Vũng Rô là một cảng biển tổng hợp địa phương và chuyên dụng (cảng loại II) của Việt Nam nằm trong vũng Rô, thị xã Đông Hòa, tỉnh Phú Yên. Vũng Rô sâu tới 21 mét , lại có núi Đá Bia che chắn gió từ phía Đông Bắc đã tạo ra điều kiện tự nhiên lý tưởng cho cảng Vũng Rô. Cảng hiện tại có thể tiếp nhận tàu biển trọng tải đến 10 nghìn DWT.
Cảng Vũng Rô được xây dựng từ năm 1966 bởi chính quyền Việt Nam Cộng hòa làm một cảng quân sự. Nơi đây, đêm 5 tháng 6 năm 1968, tiểu đoàn 14 đặc công tỉnh đội Phú Yên (Quân Giải phóng Miền Nam Việt Nam) đã tấn công căn cứ quân sự của Quân đội Hoa Kỳ gây một số thiệt hại về người và khí tài.

Hải cảng Vũng Rô

Trong mấy năm gần đây, cảng được đầu tư xây dựng hoàn chỉnh và đi vào hoạt động ngày càng hiệu quả. 
Lượng hàng hóa thông qua cảng hàng năm khoảng 500.000 tấn. Cơ quan chủ quản cảng Vũng Rô là Công ty trách nhiệm hữu hạn một thành viên Cảng Vũng Rô.
Theo quy hoạch hệ thống cảng biển của Việt Nam, đến năm 2015, trong vịnh Vũng Rô sẽ có một khu bến cảng chuyên dùng khác, gọi là khu bến cảng Đông Vũng Rô (khi đó khu bến cảng hiện tại sẽ được gọi là bến Tây Vũng Rô) được xây dựng để phục vụ cho nhà máy lọc dầu Vũng Rô. Khu bến cảng mới có thể tiếp nhận tàu chuyên chở hàng lỏng đến 250 nghìn DWT và sẽ trở thành khu bến chính.